# ایمان در اسلام
ایمان در اسلام یکی از موضوعات پرمناقشه میان مذاهب اسلامی از سده نخست هجری بوده است. خوارج دایره آن را بسیار وسیع و معادل اسلام می‌گرفته‌اند و خروج از ایمان را به منزله کفر تلقی می‌کرده‌اند. شیعه ایمان را در گروه پذیرش ولایت علی بن ابی طالب می‌دانسته است و اهل حدیث آن را بر اساس آیات قرآن شامل اعتقاد به خدا، پیامبران، قرآن، ملائکه و معاد می‌دانسته‌اند.
در بحارالانوار در یک حدیث از پیشوای نهم شیعیان محمد تقی آمده است : بنده ای حقیقت ایمان را نمی یابد مگر آن كه دین و احكام الهی را در همه جهات بر تمایلات و هواهای نفسانی خود مقدّم دارد.

## ایمان در قرآن
ایمان در اسلام آن باور درونی است که انسان با آن به وحدت می‌رسد و دیگر جدایی میان انسان و ایمان وجود ندارد. از نظر قرآن محل ایمان قلب است، درونی‌ترین قسمت ادراک انسان، در حالی که محل «اسلام» عقل است.
قَالَتِ الْأَعْرَابُ آمَنَّا ۖ قُل لَّمْ تُؤْمِنُوا وَلٰکِن قُولُوا أَسْلَمْنَا وَلَمَّا یَدْخُلِ الْإِیمَانُ فِی قُلُوبِکُمْ ۖ … (سوره حجرات، آیه ۱۴)/ ترجمه: بادیه نشینان گفتند: ما ایمان آورده‌ایم. بگو: ایمان نیاورده‌اید، بلکه بگویید اسلام آورده‌ایم؛ زیرا هنوز ایمان در دل‌هایتان وارد نشده است... .
ممکن است کسی اسلام آورده (دین اسلام را پذیرفته باشد) اما در دوگانگی‌ها، نتواند بر مبنای آن عمل کند، اما فرد مؤمن همواره بر اساس باور درونی اش می‌اندیشد و رفتار می‌کند.
بدون ایمان، معجزات، پذیرفتن آموزه‌های مذهبی، آیات کتاب مقدس و اصول کلی دیگر ناممکن است.
ایمان در قرآن: ایمان به خدا، فرشتگان، پیامبران، کتب آسمانی، روز آخرت و بازگشت به سوی او. یَا أَیّهَا الّذِینَ آمَنُواْ آمِنُواْ بِاللّهِ وَرَسُولِهِ وَالْکِتَابِ الّذِی نَزّلَ عَلَی رَسُولِهِ وَالْکِتَابِ الّذِیَ أَنزَلَ مِن قَبْلُ وَمَن یَکْفُرْ بِاللّهِ وَمَلاَئِکَتِهِ وَکُتُبِهِ وَرُسُلِهِ وَالْیَوْمِ الآخِرِ فَقَدْ ضَلّ ضَلاَلاً بَعِیدًا (سوره النسا آیه ۱۳۶)
ایمان آورید به خدا و فرشتگان و کتب آسمانی و پیامبران و روز آخرت و قضا و قدر خوب و بد (راوی بخاری)

## همچنین ببینید
- پرهیزکاری
- پیامبر دروغین
- تابعین
- تبرک
- تجوید
- تحریف
- تسبیح
- تعزیر
- تفسیر قرآن
- تقلید (اسلام)
- تکلیف شرعی
- توبه در اسلام
- توحید (اسلام)
- جهاد ابتدایی
- جهاد دفاعی
- چشم در برابر چشم
- چهارده معصوم
- حجاب اسلامی
- حجیت عقل
- حدود شرعی
- دعوت (اسلام)
- دیدگاه شیعه به قرآن
- ذبح اسلامی
- رجعت در باور شیعه دوازده‌امامی